# Rhamphidium dicranoides
Rhamphidium dicranoides är en bladmossart som beskrevs av Jean Édouard Gabriel Narcisse Paris 1905. Rhamphidium dicranoides ingår i släktet Rhamphidium och familjen Ditrichaceae. Inga underarter finns listade i Catalogue of Life.